# FK Budućnost Banatski Dvor
El FK Budućnost Banatski Dvor fue un equipo de fútbol de Serbia que alguna vez jugó en la Liga de Serbia y Montenegro, la liga de fútbol más importante del viejo país.
Fue fundado en el año 1938 en la ciudad de Banatski Dvor, en Vojvodina, jugó en la Primera Liga de Yugoslavia en apenas 2 temporadas y jugó en la Liga de Serbia y Montenegro en 2 temporadas. Nunca fue campeón de Liga y alcanzó la final de Copa 1 vez.
A nivel internacional participó en 1 torneo continental, la Copa UEFA de 2004/05, donde fue eliminado en la Segunda ronda clasificatoria por el NK Maribor de Eslovenia.
A mediados del año 2006, el equipo desapareció tras fusionarse con el FK Proleter Zrenjanin para crear al FK Banat Zrenjanin, y mudándose a la ciudad de Zrenjanin.

## Palmarés
- Copa de Serbia y Montenegro: 0
  - Finalista: 1

2003/04

## Participación en competiciones de la UEFA
- Copa UEFA: 1 aparición

2005 - Segunda ronda clasificatoria

### Partidos en UEFA
| Temporada | Torneo    | Ronda            | Club    | Marcador                 |
| --------- | --------- | ---------------- | ------- | ------------------------ |
| 2004/05   | Copa UEFA | Clasificatoria 2 | Maribor | 1–2 (Casa), 1–0 (Visita) |

## Jugadores destacados
| - Srđan Baljak - Nikola Beljić | - Đorđije Ćetković - Nikola Drinčić | - Nenad Kovačević - Zoran Tošić |